# 黄建初
黄建初，中华人民共和国政治人物。
早年进入全国人大常委会办公厅。2011年，升任全国人大常委会预算工作委员会副主任。